# 俞焯
俞焯，江苏苏州府昭文县人，嘉庆戊寅科举人，道光丙戌科进士。后任湖北荆州府宜都县知县，直隶大名府清丰县知县等职。
父俞廷柏，乾隆四十五年庚子科进士。